# Пруцев Єгор Ігорович
Єгор Ігорович Пруцев (рос. Его́р И́горевич Пру́цев, нар. 23 грудня 2002, Краснодар, Росія) — російський футболіст, півзахисник сербського клубу «Црвена Звезда» та молодіжної збірної Росії.
На правах оренди грає в словенському клубі «Целє».

## Ігрова кар'єра

### Клубна
Єгор Пруцев починав займатися футболом в академії клубу «Краснодар». З 2019 року Єгор грав у молодіжній команді «Сочі». У вересні 2020 року футболіст зіграв свою першу гру в основі «Сочі». Та гра так і залишилася єдиною в активі футболіста.
Влітку 2021 року Пруцев був відданий в оренду у клуб ФНЛ «Текстильник» з Іваново. Відігравши там до зимової перерви, Пруцев повернувся до «Сочі» але знов, цього разу ще на півроку відправився в оренду у клубу «Нафтохімік». А в серпні 2022 року підписав чотирирічний контракт з сербським клубом «Црвена Звезда». У травні 2023 року футболіст отримав громадянство Сербії.
В серпні 2023 року Єгор перейшов до словенського «Целє» на правах оренди. В лютому 2025 року орендний договір було продовжено.

### Збірна
У 2022 році Єгор Пруцев провів дві гри у складі молодіжної збірної Росії.

## Титули
Црвена Звезда
 Чемпіон Сербії (3): 2022/23, 2023/24, 2024/25
 Переможець Кубка Сербії: 2022/23
Целє
 Чемпіон Словенії: 2023/24
 Переможець Кубка Словенії: 2024/25
- Молодий гравець року в чемпіонаті Словенії: 2023/24